# São Mateus do Maranhão
São Mateus do Maranhão – miasto i gmina w Brazylii, w Regionie Północno-Wschodnim, w stanie Maranhão.  
Według danych ze spisu ludności w 2010 roku gmina liczyła 39 093 mieszkańców, co dało gęstość zaludnienia 49,91 osób/km². Dane szacunkowe z 2019 roku podają liczbę 41 529 mieszkańców. 
Gmina graniczy od zachodu i południa z gminą Bacabal, od południa z Alto Alegre do Maranhão, od południa i wschodu z Coroatá, od północnego wschodu z Pirapemas, a od północy z Matões do Norte.
Gminę utworzono w maju 1962 roku na podstawie uchwały z grudnia 1961 roku. Wcześniej tereny te administracyjnie były przynależne do gmin Bacabal i Coroatá.